# Schtroumpf farceur
 (septembre 2022).
Si vous disposez d'ouvrages ou d'articles de référence ou si vous connaissez des sites web de qualité traitant du thème abordé ici, merci de compléter l'article en donnant les références utiles à sa vérifiabilité et en les liant à la section « Notes et références ».
Le Schtroumpf farceur est un personnage de fiction de la bande dessinée Les Schtroumpfs. Il a été créé par le dessinateur belge Peyo puis transformé par Thierry Culliford.

## Caractéristiques
Le Schtroumpf farceur aime jouer des tours aux autres schtroumpfs. Son coup favori est d'offrir des cadeaux qui explosent lorsque la victime l'ouvre, le Schtroumpf à lunettes étant sa principale victime. Il s'agit d'un running gag de la série, la naïveté de certains schtroumpfs les poussent à souvent tomber dans le piège. Cependant, le Schtroumpf farceur offre aussi de « vrais » cadeaux, le plus souvent des gâteaux, mais les Schtroumpfs s'en méfient et refusent le présent (puis le regrettent). Il témoigne d'un certain respect pour le Grand Schtroumpf et la Schtroumpfette, qui ne sont jamais victimes de ses cadeaux explosifs.

## Apparitions
Il apparaît pour la première fois dans Les Schtroumpfs noirs.
Il prend l'identité du Schtroumpfeur de bijoux dans l'album du même nom, obligé de voler les villageois afin de sauver son amie, une souris.
Il est aussi le « Schtroumpf masqué » qui entarte tout le village sauf le Grand Schtroumpf et le Schtroumpf gourmand.